# Bernardino Biondelli
Bernardino Biondelli (Zevio, 14 marzo 1804 – Milano, 11 luglio 1886) è stato un linguista, numismatico e archeologo italiano.

## Biografia
Dopo aver insegnato matematica, storia e geografia nelle scuole di Verona e di altre città del Veneto, nel 1839 si trasferisce a Milano, dove collabora con il Politecnico e dove escono alcune pubblicazioni di linguistica riedite nel 1845 con il titolo: Studii linguistici.
In seguito si occupa di indoeuropeistica e dialettologia.
Nel 1849, entra nel Gabinetto numismatico, allora collocato alla Biblioteca nazionale braidense, dove è conservatore fino al 1883; nel 1869 ha pubblicato il saggio La Zecca di Milano.
Si occupa anche di archeologia, argomento su cui è nominato professore all'Accademia scientifico-letteraria di Milano dal 1859 al 1884, e di linguistica delle civiltà precolombiane. Le sue ricerche su questi argomenti sono pubblicate tra il 1858 e il 1869.
Riposa al cimitero Monumentale di Milano.

## Opere
- La zecca e le monete di Milano : Dissertazione, Milano, Tipografia di Giuseppe Bernardoni, 1869.
- Poesie lombarde inedite del secolo XIII, su books.google.it.
- Saggio sui dialetti gallo-italici, su books.google.it.
- Di una Tomba Gallo-Italica scoperta a Sesto Calende sul Ticino, su books.google.it.
- Studii sulle lingue furbesche, su books.google.it.
- Dei goti e della loro lingua, su books.google.it.
- Amori di Carlo Gonzaga e di Francesco de Medici, su books.google.it.
- Studii linguistici, su books.google.it.